# İhlas Haber Ajansı
Информационное агентство «Ихлас» (тур. İhlas Haber Ajansı (İHA), буквальный перевод названия — «искренность») — турецкое информационное агентство. Основано в 1993 году. Основатель — Энвер Орен.
Международное информационное агентство, входит в состав турецкого медиахолдинга «İhlas Holding». Располагает 145 информационными бюро. Ведёт прямые трансляции из Багдада, Басры, Москвы, Стамбула, Каира, Парижа, Лондона, Вашингтона, Франкфурта и Анкары. Сотрудничает с такими телекомпаниями, как: CBS, CNN, FOX, NBC, NHK, RAI, ZDF, ABC, Аль-Джазира и др.